# أبو فارس عبد الله
أبو فارس عبد الله السعدي الحسني تلقب بالواثق بالله أحد أبناء السلطان أحمد المنصور الذهبي، ابن الخيزران وشقيقه الشيخ المأمون. بايعه أهل مراكش سلطانا على المغرب يوم الجمعة أواخر ربيع الأول من سنة 1012 هـ.

## سيرته
عينه والده حاكما على مراكش وأعمالها وعلى السوس الأقصى. يروي المؤرخون أنه كان "أكولا عظيم البطن"، وكان مصابا بمس الجن، فشيد المسجد الجامع بجوار ضريح الشيخ أبي العباس السبتي وشيد منارة وشحن الخزانة التي بقبلي الجامع المذكور بعدد من الكتب النفيسة رجاء أن تعود عليه بركة ذلك الشيخ بالبرء من تلك العلة.
لما توفي السلطان أحمد المنصور كتم زيدان موته وبعث جماعة للقبض على أخيه الشيخ المأمون المسجون بمكناس، وحمل الشيخ المأمون موثقا إلى مراكش حتى سلموه إلى أخيه أبي فارس. وبايع أهل فاس المولى زيدان، فلما وصل أهل مراكش خبر وفاة المنصور وكتب إليهم أهل فاس بمبايعتهم لزيدان امتنعوا وبايعوا أبا فارس لكونه خليفة أبيه بدار ملكه التي هي مراكش ولأن جل الخاصة من حاشية أبيه كان يميل إلى أبي فارس، كونهم لا تربطهم علاقة كبيرة مع زيدان، الذي كان يحكم بعيدا بتادلا.
وحسب الرواية المذكورة في كتاب شرح زهرة الشماريخ أنه عندما كان زيدان مشغولا بدفن والده احتال القائد ابن أبي محلي فذهب بنصف الجيش إلى مراكش نازعا عن زيدان إلى أبي فارس ومر في طريقه بمكناس فأخرج الشيخ من اعتقاله واحتمله معه إلى أبي فارس فسجنه. ولما بايع أهل مراكش أبا فارس عزم زيدان على النهوض إليه فخرج من فاس يؤم بلاد الحوز ووصل الخبر لأبي فارس فجهز لقتاله جيشا كثيفا وأمر عليهم ولده عبد الملك إلى نظر جودار باشا فقيل له إن زيدان رجل شجاع عارف بمكايد الحرب وخدعه وولدك عبد الملك لا يقدر على مقاومته فلو سرحت أخاك الشيخ لقتاله كان أقرب للرأي لأن أهل الغرب لا يقاتلونه لأنه كان خليفة عليهم مدة طوبلة فهم آنس به من زيدان فأطلق أبو فارس أخاه المأمون من السجن وأخذ عليه العهود والمواثيق على النصح والطاعة وعدم شق العصا ثم سرحه في ستمائة من جيش المتفرقة الذين كان المنصور جمعهم ليبعث بهم إلى كاغو من أعمال السودان الغربي، ولما وصل المامون لمحلة جودار باشا على وادي أم الربيع فعلم الناس به وأهرعوا إليه واستبشروا بمقدمه ثم كانت الملاقاة بينه وبين السلطان زيدان بموضع يقال له حواتة عند أم الربيع ففر عن زيدان أكثر جيشه إلى المأمون وحنوا إلى سالف عهده وقديم صحبته فانهزم زيدان لذلك ورجع أدراجه إلى فاس فتحصن بها وكان أبو فارس قد تقدم إلى أصحابه في القبض على الشيخ المامون متى وقعت الهزيمة على زيدان فلما فر زيدان انعزل الشيخ فيمن انضم إليه من جيش أهل الغرب وامتنع على أصحاب أبي فارس فلم يقدروا منه على شيء وانتعش أمره واشتدت شوكته ثم سار إلى فاس يقفو أثر السلطان زيدان، فتلقاه أهلها بمقدمه فدخلها وأعلن نفسه سلطانا. وأمر المامون جيش أهل مراكش أن يرجعوا إلى أبو فارس.
وأمر الشيخ المامون باعتقال الفقيهين قَاضِي الْجَمَاعَة أبي الْقَاسِم بن أبي النَّعيم ومفتيها أبي عبد الله مُحَمَّد بن قَاسم الْقصار ليلومهم على مبايعة زيدان وقولهما فيه وفي أخيه أبي فَارس إن أولاد الإماء لا يتقدمون في الأمر على أولاد الحرائر، حيث كانت الخيزران أم أَبُو فَارس وَالشَّيْخ، بينما كانت أم زيدان امرأة حرَّة من قبيلة الشبانات، فعزم أَن ينتقم منهما فبعث بهما مَعَ جَيش مراكش إِلَى أَخِيه أبي فَارس ليرى فيهمَا رَأْيه، فتوفي الشَّيْخ الْقصار على مقربة من مراكش، وَأما القَاضِي أَبُو الْقَاسِم فَاجْتمع بِأبي فَارس فَقبل عذره وصفح عَنهُ.
قام الشَّيْخ المأمون بتجهيز جيش كبير بعد أن استلف من تجار فاس ونهب أموال كبار رجالات المخزن، لقتال أخيه أبي فارس بمراكش، وبلغ عدد الجيش 8000 آلَاف، على رأسه ولده عبد الله، فَتوجه لمراكش، فوجد أبا فارس بمحلة، فانهزم أبي فَارس وقتل نحو مائة من أصحابه ونهبت محلته وفر إِلَى مسفيوة، وَدخل عبد الله بن الشَّيْخ مراكش في 20 شعبان 1015 هـ، وتم استباحتها بالكامل.